# Persone di cognome Morelli
| Questa pagina contiene informazioni ricavate automaticamente dalle voci biografiche con l'ausilio del template Bio e di un bot. L'aggiornamento è periodico e automatico e ricostruisce completamente la pagina. Se manca una persona in questa lista, sei pregato di non aggiungerla, ma accertati piuttosto che la sua voce biografica contenga il template Bio e che i dati anagrafici siano correttamente compilati. Se il template Bio manca, inseriscilo tu stesso o, in alternativa, metti l'avviso {{tmp\|Bio}} che ne segnala la mancanza. Se i dati riportati sono sbagliati, correggi direttamente la voce biografica; le modifiche saranno visibili in questa lista entro pochi giorni. Per chiarimenti vedi il progetto antroponimi. La lista contiene solo le 68 persone che sono citate nell'enciclopedia e per le quali è stato implementato correttamente il template Bio. Pagina aggiornata al 7 ago 2025. |

Questa è una lista di persone presenti nell'enciclopedia che hanno il cognome Morelli, suddivise per attività principale.

## Architetti(3)
- Domenico Morelli, architetto e ingegnere italiano (Napoli, n. 1900 - Torino, † 1998)
- Cosimo Morelli, architetto italiano (Imola, n. 1732 - Imola, † 1812)
- Michel Angelo Morelli, architetto e ingegnere svizzero (Torino - Torino)

## Arcivescovi cattolici(1)
- Vincenzo Maria Morelli, arcivescovo cattolico italiano (Lecce, n. 1741 - Sternatia, † 1812)

## Attori(1)
- Giampaolo Morelli, attore, sceneggiatore e conduttore televisivo italiano (Napoli, n. 1974)

## Attori teatrali(1)
- Alamanno Morelli, attore teatrale italiano (Brescia, n. 1812 - Scandicci, † 1893)

## Attrici(1)
- Rina Morelli, attrice e doppiatrice italiana (Napoli, n. 1908 - Roma, † 1976)

## Calciatori(5)
- Arturo Morelli, ex calciatore italiano (Voghiera, n. 1930)
- Giancarlo Morelli, ex calciatore italiano (Genova, n. 1946)
- Paolo Morelli, ex calciatore italiano (Reggio Emilia, n. 1938)
- Remo Morelli, ex calciatore e medico italiano (Nerviano, n. 1936)
- Selvaggio Morelli, calciatore italiano (Prato, n. 1907)

## Cantautori(1)
- Leano Morelli, cantautore italiano (Villa Minozzo, n. 1950)

## Ciclisti su strada(1)
- Ambrogio Morelli, ciclista su strada e pistard italiano (Nerviano, n. 1905 - Nerviano, † 2000)

## Dirigenti d'azienda(1)
- Giuseppe Morelli, dirigente d'azienda, avvocato e politico italiano (San Miniato, n. 1879 - Busto Arsizio, † 1944)

## Fantini(1)
- Francesco Morelli, fantino italiano (Siena, n. 1788 - Grosseto, † 1822)

## Filologi(1)
- Giuseppe Morelli, filologo classico italiano (Tivoli, n. 1925 - Roma, † 2014)

## Fisici(1)
- Carlo Morelli, geofisico e geodeta italiano (Trieste, n. 1917 - † 2007)

## Giocatori di football americano(1)
- Pasquale Morelli, giocatore di football americano italiano (Salerno, n. 1995)

## Giornalisti(1)
- Alessandro Morelli, giornalista e politico italiano (Vizzolo Predabissi, n. 1977)

## Giuristi(1)
- Gaetano Morelli, giurista e magistrato italiano (Crotone, n. 1900 - Roma, † 1989)

## Imprenditori(1)
- Jacopo Morelli, imprenditore italiano (Firenze, n. 1975)

## Ingegneri(2)
- Carlo Morelli, ingegnere e militare svizzero (Pavia - Torino, † 1665)
- Pietro Morelli, ingegnere e aviatore italiano (Ascoli Piceno, n. 1924 - Torino, † 2008)

## Magistrati(1)
- Mario Rosario Morelli, magistrato italiano (Roma, n. 1941)

## Medaglisti(1)
- Nicola Morelli, medaglista, scultore e attore italiano (Matera, n. 1921 - Roma, † 1994)

## Medici(1)
- Eugenio Morelli, medico e politico italiano (Teglio, n. 1881 - Roma, † 1960)

## Mezzofondisti(1)
- Spartaco Morelli, mezzofondista e maratoneta italiano (Lörrach, n. 1908 - naviglio Vettabbia, † 1968)

## Musicisti(1)
- Paolo Morelli, musicista e cantautore italiano (Napoli, n. 1947 - Roma, † 2013)

## Musicologi(1)
- Giovanni Morelli, musicologo italiano (Faenza, n. 1942 - Venezia, † 2011)

## Nuotatori(1)
- Efrem Morelli, nuotatore italiano (Cremona, n. 1979)

## Pallanuotisti(1)
- Matteo Morelli, pallanuotista italiano (Napoli, n. 1995)

## Partigiani(1)
- Giorgio Morelli, partigiano e giornalista italiano (Albinea, n. 1926 - Arco, † 1947)

## Patrioti(2)
- Donato Morelli, patriota e politico italiano (Scala Coeli, n. 1824 - Rogliano, † 1902)
- Michele Morelli, patriota e militare italiano (Monteleone, n. 1792 - Napoli, † 1822)

## Pianisti(1)
- Nico Morelli, pianista e compositore italiano (Taranto, n. 1965)

## Piloti motociclistici(1)
- Luca Morelli, pilota motociclistico italiano (Ariano Irpino, n. 1987)

## Pittori(3)
- Domenico Morelli, pittore e politico italiano (Napoli, n. 1823 - Napoli, † 1901)
- Enzo Morelli, pittore e illustratore italiano (Bagnacavallo, n. 1896 - Bogliaco del Garda, † 1976)
- Francesco Morelli, pittore e incisore francese

## Poetesse(1)
- Maria Maddalena Morelli, poetessa italiana (Pistoia, n. 1727 - Firenze, † 1800)

## Poeti(1)
- Eugenio Morelli, poeta e scrittore italiano (Trieste, n. 1946)

## Politici(8)
- Aldo Morelli, politico italiano (Lamporecchio, n. 1950)
- Carlo Morelli, politico e medico italiano (Campiglia Marittima, n. 1816 - Firenze, † 1879)
- Comunardo Morelli, politico italiano (Terni, n. 1892 - Terni)
- Giancarlo Morelli, politico italiano (Rovigo, n. 1922 - Rovigo, † 2013)
- Giovanni Morelli, politico e scrittore italiano (Firenze, n. 1371 - Firenze, † 1444)
- Luigi Morelli, politico e sindacalista italiano (Castellanza, n. 1895 - † 1954)
- Raffaello Morelli, politico italiano (Pisa, n. 1940)
- Renato Morelli, politico e avvocato italiano (Campobasso, n. 1905 - Roma, † 1977)

## Psichiatri(1)
- Raffaele Morelli, psichiatra, psicoterapeuta e saggista italiano (Milano, n. 1948)

## Registi(1)
- Giulio Morelli, regista e sceneggiatore italiano (Padova, n. 1915 - † 1985)

## Religiosi(1)
- Jacopo Morelli, religioso e bibliotecario italiano (Venezia, n. 1745 - Venezia, † 1819)

## Rugbisti a 15(3)
- Gabriele Morelli, rugbista a 15 italiano (Montichiari, n. 1988)
- Giancarlo Morelli, ex rugbista a 15 italiano (L'Aquila, n. 1959)
- Giorgio Morelli, ex rugbista a 15 italiano (L'Aquila, n. 1954)

## Saggisti(1)
- Ugo Morelli, saggista e psicologo italiano (Grottaminarda, n. 1951)

## Scrittori(3)
- Marcello Morelli, scrittore e presbitero italiano (Matera, n. 1886 - Matera, † 1972)
- Paolo Morelli, scrittore italiano (Roma, n. 1951)
- Salvatore Morelli, scrittore, giornalista e patriota italiano (Carovigno, n. 1824 - Pozzuoli, † 1880)

## Scrittrici(2)
- Daniela Morelli, scrittrice, drammaturga e sceneggiatrice italiana (Varese, n. 1949)
- Lauren Morelli, scrittrice e autrice televisiva statunitense (Pittsburgh, n. 1982)

## Scultori(1)
- Vittorio Morelli, scultore italiano (Ancona, n. 1886 - Ancona, † 1968)

## Storiche(1)
- Anne Morelli, storica belga (Belgio, n. 1948)

## Storici dell'arte(1)
- Giovanni Morelli, storico dell'arte e politico italiano (Verona, n. 1816 - Milano, † 1891)

## Vescovi cattolici(1)
- Domenico Morelli, vescovo cattolico e letterato italiano (Cutro, n. 1714 - Napoli, † 1804)

## Senza attività specificata(2)
- Saverio Morelli, italiano (Torino, n. 1761 - Torino, † 1829)
- Maria Lanceata Morelli, monaca cristiana italiana (Dunarobba, n. 1704 - Montecastrilli, † 1762)